# Raymond McCreesh
Raymond Peter McCreesh (in gaelico Réamonn Mac Raois; Camlough, 25 febbraio 1957 – Long Kesh, 21 maggio 1981) è stato un rivoluzionario britannico, militante dell'IRA morto durante il secondo sciopero della fame nel carcere nordirlandese di Maze.

## Biografia
Nato a Camlough, penultimo di 8 tra fratelli e sorelle, a 17 anni entra a far parte del Primo Battaglione della Brigata South Armagh (South Armagh Brigade) dell'IRA, sfruttando il suo lavoro di lattaio per indagare su possibili obiettivi.
Viene arrestato con due compagni, uno dei quali era Paddy Quinn, nel giugno 1976 mentre sta preparando un'imboscata a una pattuglia dell'esercito britannico. Appena arrivato a Long Kesh si unisce subito alla protesta carceraria che poi sfocerà nello sciopero della fame. Inizia a digiunare il 22 marzo 1981 e muore dopo 61 giorni, il 21 maggio. Il suo funerale venne officiato dall'allora Primate d'Irlanda, l'arcivescovo di Armagh Tómas O'Fiaich, che aveva consacrato sacerdote Brian, fratello di Raymond. Raymond McCreesh è sepolto a Camlough, South Armagh.